# Hermann Spiegel (Radsportler)
Hermann Spiegel ist ein ehemaliger deutscher Radrennfahrer und nationaler Meister im Radsport.

## Sportliche Laufbahn
Spiegel war Bahnradsportler. Er gewann 1953 den nationalen Titel im Zweier-Mannschaftsfahren mit Willy Franssen als Partner. 1951 war er Vize-Meister mit Hellmut Kugelmann hinter den Siegern Walter Sonntag und Franz Knößlsdorfer. In der Mannschaftsverfolgung wurde er mit dem Bahnvierer des RC Amor München 1952 und 1954 Dritter der Meisterschaft.